# SQL Azure
Microsoft Azure SQL Databases (первоначально SQL Server Data Services, позже SQL Services, позже Windows Azure SQL Databases) — это облачный сервис от корпорации Microsoft, предоставляющий возможность хранения и обработки реляционных данных, а также генерации отчетности. Предоставляет функциональность для различных сценариев синхронизации данных (локальная инфраструктура<=>облако, облако<=>облако). Является частью Microsoft Azure.
Microsoft Azure SQL Databases основан на Microsoft SQL Server, но предоставляет только подмножество типов данных.
Поддерживаются основные типы: точные и приблизительные числа, символьные строки (в том числе Юникод), дата и время, пространственные, двоичные и прочие типы данных. (подробнее)

Используется основанный на XML формат для передачи данных. Так же как и Microsoft SQL Server, Microsoft Azure SQL Databases использует T-SQL в качестве языка запросов. Tabular Data Stream (TDS) используется в качестве протокола для доступа к сервису через Интернет. По протоколу HTTP REST доступ не предоставляется. Microsoft рекомендует использовать ADO.NET Data Services для передачи данных и создания сервисов.
Пользователь может посылать Transact SQL запросы по протоколу TDS к сервису Windows Azure SQL Databases, и это позволяет приложениям использовать Windows Azure SQL Databases так же, как они используют локальный SQL Server. Однако, поскольку Windows Azure SQL Databases является сервисом, его администрирование имеет свои особенности. В отличие от администрирования локального SQL Server, Windows Azure SQL Databases разделяет логический и физический аспекты администрирования. Клиент продолжает администрировать БД, управлять логинами, пользователями и ролями, однако об оборудовании заботится Microsoft.

## Обзор платформы
Платформа Microsoft Azure является «облачной» платформой[прояснить] для приложений, позволяющей хранить данные и выполнять приложения в датацентрах Microsoft. Microsoft Azure предоставляет «облачную» операционную систему, на основе которой работают все сервисы Azure и разработанные приложения. Платформа предлагает доступ к возможностям публичного облака.
Используя публичное облако, клиент оплачивает только ресурсы и мощности, которые задействованы в приложение и только за фактическое время использования этих ресурсов.
Основные особенности данной модели:
- оплата только потребленных ресурсов;
- общая, многопоточная структура вычислений;
- абстракция от инфраструктуры.

Работоспособность платформы Microsoft Azure обеспечивают 8 глобальных дата центров Microsoft.

## Сервисы
В остальных аспектах Microsoft Azure SQL Databases значительно расширяет возможности SQL Server. В состав Microsoft Azure SQL Databases входят:
- Microsoft Azure SQL Databases Data Sync — облачная служба синхронизации данных, обеспечивающая как однонаправленную, так и двунаправленную синхронизацию. Служба Data Sync позволяет легко обмениваться данными между Microsoft Azure SQL Databases и локальными базами данных SQL Server, а также между несколькими базами данных Microsoft Azure SQL Databases. Microsoft Azure SQL Databases Data Sync использует собственного провайдера данных SqlAzureSync Provider для движка синхронизации Microsoft Sync Frame, написанного специально для Microsoft Azure SQL Databases. Этот новый провайдер эффективен, снижает барьер вхождения и обеспечивает надежность при синхронизации с Microsoft Azure SQL Databases, умным образом обрабатывая некоторые специфичные для Microsoft Azure SQL Databases проблемы мультитенантных систем. Провайдер сокращает количество round trips к серверу с использованием возвращающих табличное значение параметров (TVPs). Кроме этого, когда Microsoft Azure SQL Databases использует свой механизм throttling для минимизации эффекта от выходящих из-под контроля операций SqlAzureSyncProvider начинает использовать умный алгоритм «back-off algorithm», автоматически уменьшающий размер пакета (batch) со стандартного (5000 записей) в течение синхронизации.
- Microsoft Azure SQL Databases Reporting — служба Microsoft Microsoft Azure SQL Databases Reporting позволяет легко встроить в приложение Microsoft Azure возможности работы с отчетами. Доступ к отчетам можно получить через портал Microsoft Azure, веб-браузер или непосредственно из приложения. Благодаря возможностям облака отпадает необходимость в создании и поддержке собственной инфраструктуры отчетов;
- Microsoft Azure SQL Databases Federations — федерация Microsoft Azure SQL Databases значительно упрощает масштабирование множества баз данных, размещенных на сотнях узлов, что позволяет клиентам платить только за реально используемые ресурсы;
- веб-интерфейс для администрирования и разработки баз данных в составе платформы Microsoft Azure.

## Безопасность
Все соединения с Microsoft Azure SQL Databases в обязательном порядке шифруются SSL. По умолчанию брандмауэр Microsoft Azure SQL Databases блокирует все соединения с сервером.

## Датацентры
В некоторых датацентрах используются контейнеры по 1800—2500 серверов.